# Keiino
Keiino (zapis stylizowany: KEiiNO) – norweski zespół muzyczny założony w 2018, prezentujący mieszankę muzyki popowej, elektronicznej, folkowej oraz joik (rodzaj ludowego śpiewu Lapończyków). Zespół tworzą: Tom Hugo (ur. 1979), Fred Buljo (ur. 1988) i Alexandra Rotan (ur. 1996).
Zwycięzcy programu Melodi Grand Prix 2019, reprezentanci Norwegii w 64. Konkursie Piosenki Eurowizji (2019).

## Historia zespołu

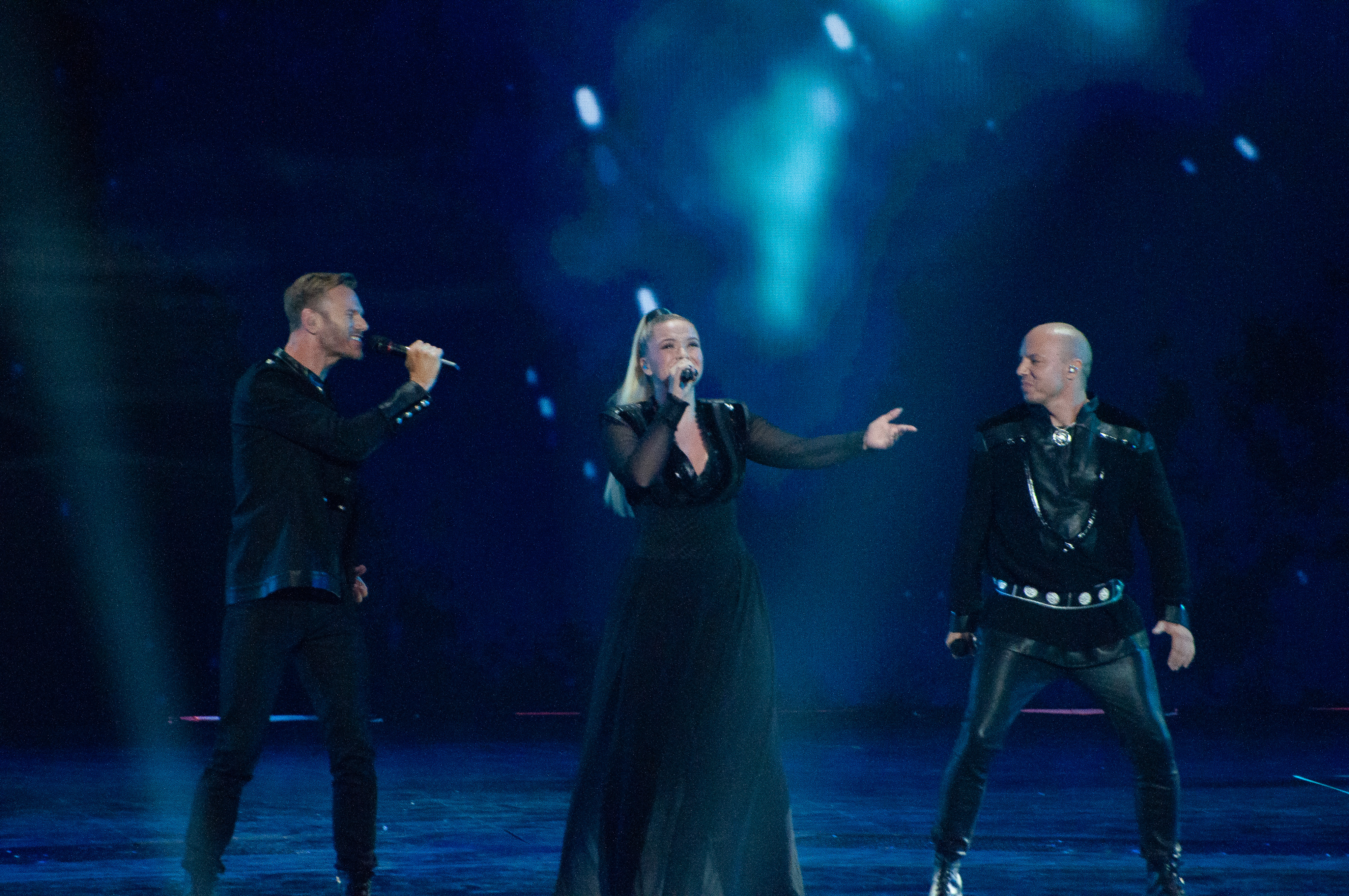
Keiino podczas 64. Konkursu Piosenki Eurowizji w Tel Awiwie (2019)

Grupa została utworzona latem 2018, gdy Tom Hugo i Alexander Olsson zaczęli pisać „Spirit in the Sky”. Inspirowali się historycznymi walkami o równość bez względu na pochodzenie etniczne, płeć i orientację. Później zaprosili do współpracy rapera Saama Freda Buljo i Alexandrę Rotan. Nazwa grupy została zainspirowana nazwą rodzinnego miasta Buljo, Kautokeino. W 2019 z piosenką „Spirit in the Sky” zwyciężyli w finale programu Melodi Grand Prix, zostając reprezentantami Norwegii w 64. Konkursie Piosenki Eurowizji organizowanym w Tel Awiwie. 18 maja zajęli szóste miejsce w finale Eurowizji po zdobyciu 331 punktów, w tym 291 pkt od telewidzów (1. miejsce) i 40 pkt od jurorów (18. miejsce). 21 czerwca 2019 wydali singiel „Praying”. 5 lutego 2020 zdobyli nagrody Scandipop w kategoriach: najlepsza grupa i najlepszy nowy artysta oraz najlepszy przebój i najlepszy przełomowy utwór (za „Spirit in the Sky”). W kwietniu 2020 roku wystąpili w projekcie internetowym Eurovision Home Concerts. 15 maja wydali album studyjny pt. OKTA. W lutym 2021 z utworem „Monument” zajęli drugie miejsce w finale programu Melodi Grand Prix 2021. Wcześniej ponownie zostali laureatami nagród Scandipop w kategoriach: najlepsza grupa, najlepszy album (OKTA) i najlepszy singel electropop („Black Leather”). W lutym 2024 kolejny raz wzięli udział w programie Melodi Grand Prix, gdzie ponownie zajęli drugie miejsce z utworem „Damdiggida”.

## Dyskografia

### Albumy
| Tytuł | Szczegóły                                                                    |
| ----- | ---------------------------------------------------------------------------- |
| OKTA  | - Wydanie: 15 maja 2020 - Wytwórnia: Hugoworld AS - Format: Digital download |

### Single
| Tytuł                                        | Rok  | Najwyższe miejsce na liście | Najwyższe miejsce na liście | Najwyższe miejsce na liście | Najwyższe miejsce na liście | Najwyższe miejsce na liście | Najwyższe miejsce na liście | Album |
| Tytuł                                        | Rok  | NOR                         | AUT                         | BEL                         | IRE                         | SWE                         | UK                          | Album |
| -------------------------------------------- | ---- | --------------------------- | --------------------------- | --------------------------- | --------------------------- | --------------------------- | --------------------------- | ----- |
| „Spirit in the Sky”                          | 2019 | 1                           | 61                          | 69                          | 84                          | 33                          | 61                          | OKTA  |
| „Shallow”                                    | 2019 | –                           | –                           | –                           | –                           | –                           | –                           | –     |
| „Praying”                                    | 2019 | –                           | –                           | –                           | –                           | –                           | –                           | OKTA  |
| „Vill ha dig”                                | 2019 | –                           | –                           | –                           | –                           | –                           | –                           | –     |
| „Dancing in the Smoke”                       | 2019 | –                           | –                           | –                           | –                           | –                           | –                           | OKTA  |
| „Colours”                                    | 2020 | –                           | –                           | –                           | –                           | –                           | –                           | OKTA  |
| „Black Leather” (feat. Charlotte Qamaniq)    | 2020 | –                           | –                           | –                           | –                           | –                           | –                           | OKTA  |
| „Would I Lie” (feat. Electric Fields)        | 2020 | –                           | –                           | –                           | –                           | –                           | –                           | OKTA  |
| „I Wanna Dance with Somebody (Who Loves Me)” | 2020 | –                           | –                           | –                           | –                           | –                           | –                           | OKTA  |
| „Transarctic Lover” (feat. Sordal)           | 2020 | –                           | –                           | –                           | –                           | –                           | –                           | –     |
| „A Winter’s Night”                           | 2020 | –                           | –                           | –                           | –                           | –                           | –                           | –     |
| „Monument”                                   | 2021 | 7                           | –                           | –                           | –                           | –                           | –                           | –     |
| „Unbreakable”                                | 2021 | –                           | –                           | –                           | –                           | –                           | –                           | –     |
| „Driver’s Licence”                           | 2021 | –                           | –                           | –                           | –                           | –                           | –                           | –     |
| „Mellom Bakkar og Berg” (feat. Kautobahn)    | 2021 | –                           | –                           | –                           | –                           | –                           | –                           | –     |
| „Addjas”                                     | 2021 | –                           | –                           | –                           | –                           | –                           | –                           | –     |
| „Venus”                                      | 2021 | –                           | –                           | –                           | –                           | –                           | –                           | –     |
| „A New Beginning” (feat. Peder Elias)        | 2021 | –                           | –                           | –                           | –                           | –                           | –                           | –     |
| „On a Night Like This”                       | 2022 | –                           | –                           | –                           | –                           | –                           | –                           | –     |
| „Mother of a Night”                          | 2022 | –                           | –                           | –                           | –                           | –                           | –                           | –     |
| „Nights of Tunder”                           | 2022 | –                           | –                           | –                           | –                           | –                           | –                           | –     |
| „Alt du kan se”                              | 2023 | –                           | –                           | –                           | –                           | –                           | –                           | –     |
| „The Sun Always Shines on TV”                | 2023 | –                           | –                           | –                           | –                           | –                           | –                           | –     |
| „Ritma”                                      | 2023 | –                           | –                           | –                           | –                           | –                           | –                           | –     |
| „Get Up”                                     | 2023 | –                           | –                           | –                           | –                           | –                           | –                           | –     |
| „Insomnia”                                   | 2023 | –                           | –                           | –                           | –                           | –                           | –                           | –     |
| „Damdigida”                                  | 2024 | –                           | –                           | –                           | –                           | –                           | –                           | –     |